# Избегличко право
Избегличко право је грана међународног права која се бави обавезама и правима државе с обзиром на избеглице. Стручњаци међународног права се разилазе у мишљењу о односу између избегличког права и међународног права људских права или међународног хуманитарног права (МХЛ).
Расправа је део шире дебате о фрагментацији међународног права. Док једни научници сматрају да је свака грана самосталан режим који се разликује од других грана, други сматрају да три гране чине јединствени нормативни систем који настоји заштитити права свих људских бића у сваком тренутку. Заговорници потоње концепције мисле да тај холистички систем обухвата норме које се примењују само на одређене ситуације, као што су оружани сукоби и окупација, или на одређене групе људи, попут избеглица (избегличко право), деце (Конвенција о правима детета) и ратних заробљеника (Трећа женевска конвенција).

## Дефиниција појма избеглица
Постоје различите дефиниције појма избеглица. Разлике у тим дефиницијама отежале су стварање конкретне и јединствене визије о томе шта представља избеглицу. Члан 1 Конвенције о статусу избеглица из 1951. с изменама и допунама Протокола из 1967. наводи следећу дефиницију:
Избеглица је лице које се, због оправданог страха од прогона на темељу своје расе, вероисповести, националности, припадности одређеној друштвеној групи или својих политичких уверења, налази изван земље држављанства и није у могућности или, због таквог страха, није вољно да се стави под заштиту те земље, као и лице без држављанства које се налази изван земље свог претходног сталног боравка као последица таквих догађаја и које није у могућности или, због таквог страха, није вољно да се врати у ту земљу.
Протокол из 1967. уклонио је временске одреднице што су сводиле статус избеглице само на оне које су емигрирале „као последица догађаја пре 1. јануара 1951. године”. Такође је одстранио географске одреднице које су државама потписницама Конвенције остављале простор да их тумаче као „догађаје у Европи” или „догађаји у Европи или негде другде”. Међутим, протокол је оним државама које су ратификовале Конвенцију из 1951. и одлучиле да употребљавају географски сужену дефиницију пружио могућност да задрже то ограничење.

Конвенција која регулише специфичне аспекте избегличких проблема у Африци Организације афричког јединства (ОАУ) усвојила је регионални споразум заснован на Конвенцији. Та регионална конвенција је допунила дефиницију термина додајући следеће:
Под избеглицом се подразумева свако лице које је принуђено да напусти своју земљу због спољне агресије, окупације, стране доминације или догађаја који озбиљно нарушавају јавни ред било у делу земље било у целој земљи његовог порекла или држављанства.
Године 1984. група латиноамеричких влада је усвојила Картахенску декларацију, која је, попут Конвенције ОАУ, допунила дефиницију термина на основу знатног разматрања Конвенције из 1951. године. Кархагенска декларација утврђује следеће:
Под избеглицом се подразумевају лица која напуштају своје земље јер су им животи, безбедност или слобода били угрожени генерализованим насиљем, страном агресијом, унутрашњим сукобима, масивним кршењем људских права или другим околностима које су озбиљно нарушиле јавни ред.

### Разлика од појма расељено лице
Термин расељено лице је постао синоним за избеглице због знатног преклапања у њиховим правним дефиницијама. Међутим, они су правно различити и између њих постоје суптилне разлике. У начелу, расељено лице је „особа која није прешла државну границу и стога не испуњава услове за формални статус избеглице”.

### Деца избеглице
Према првобитној Конвенцији из 1951. и Протоколу из 1967. деца избеглице се правно нису разликовала од одраслих избеглица. Године 1988. објављене су Смернице за заштиту деце избеглица Високог комесаријата Уједињених нација за избеглице (УНХЦР). Те смернице су посебно осмишљене да одговоре на потребе деце избеглица и званично им уступају међународно призната људска права.
Године 1989. Уједињене нације су потписале Конвенцију о правима детета (ЦРЦ), додатни споразум који је дефинисао права деце и обавезао своје потписнике да поштују та права. Иако ЦРЦ није био специфичан за права малолетних избеглица, употребљаван је као правни план за поступање у таквим случајевима. Малолетник је у конвенцији дефинисан као особа млађа од 18 година. ЦРЦ појачава заштиту деце избеглица остављајући земљама потписницама простор да препознају децу која не потпадају под строгу дефиницију Конвенције, али их ипак не треба враћати у своје матичне земље. Допуњује начело забране протеривања тако што забрањује повратак детета у његову матичну земљу „тамо где постоје разлози за веровање да постоји стварни ризик од непоправљиве штете за дете”.

## Међународни споразуми
Избегличко право обухвата обичајно право, перемпторне норме и међународне правне споразуме. Једини међународни споразуми који се непосредно примењују на избеглице јесу Конвенција Уједињених нација о статусу избеглица из 1951. и Протокол о статусу избеглица из 1967. године. И Конвенција и Протокол су отворени за нове државе потписнице, али се то мора учинити засебно. Конвенцију је ратификовало 145, а Протокол 146 држава. Споразум се примењује само у државама које су га ратификовале. Поједине земље су ратификовале споразуме уз различите резерве.
| Година | Закон/споразум/декларација                                                                                                  | Организација/депозитар/усвојеници                                                                                                 | Белешке |
| ------ | --- | --- | --- |
| 1948.  | Универзална декларација о људским правима                                                                                   | Генерална скупштина Уједињених нација                                                                                             | |
| 1951.  | Конвенција о статусу избеглица                                                                                              | Генерални секретар Уједињених нација                                                                                              | |
| 1954.  | Споразум о политичком азилу и уточишту                                                                                      | Шест латиноамеричких држава: Перу, Аргентина, Уругвај, Боливија, Парагвај и Чиле                                                  | Потписан 4. августа 1939. године, а ступио на снагу 29. децембра 1954. |
| 1966.  | Бангкошки принципи о статусу и третману избеглица                                                                           | Азијско-афрички правно консултативни одбор                                                                                        | |
| 1967.  | Протокол о статусу избеглица                                                                                                | Генерални секретар Уједињених нација                                                                                              | |
| 1967.  | Декларација о територијалном азилу                                                                                          | Генерална скупштина Уједињених нација                                                                                             | |
| 1969.  | Конвенција која регулише специфичне аспекте избегличких проблема у Африци                                                   | Организација афричког јединства                                                                                                   | |
| 1974.  | Декларација о заштити жена и деце у ванредним ситуацијама и оружаним сукобима                                               | Генерална скупштина Уједињених нација                                                                                             | |
| 1976.  | Препорука 773 (1976) о полжају дефакто избеглица                                                                            | Савет Европе | |
| 1984.  | Картахенска декларација - Санхосејска декларација из 1994. - Мексичка декларација из 2004. - Бразилска декларација из 2014. | Десет латиноамеричких држава: Белизе, Колумбија, Костарика, Салвадор, Гватемала, Хондурас, Мексико, Никарагва, Панама и Венецуела | |
| 1989.  | Конвенција о правима детета                                                                                                 | Генерални секретар Уједињених нација                                                                                              | |
| 1998.  | Закључак о међународној заштити Извршног одбора Програма високог комесара                                                   | Савет за људска права Уједињених нација                                                                                           | |
| 2001.  | Декларација држава потписница Конвенције из 1951. и/или њеног Протокола из 1967. о статусу избеглица                        | | |
| 2003.  | Конвенција Плус | Високи комесаријат Уједињених нација за избеглице                                                                                 | Одлучено је да поновно насељавање избеглица буде средишња брига УНХЦР-а. |
| 2004.  | Директива 2011/95/ЕУ | Европска унија | Директива Савета о минималним стандардима за квалификацију и статус држављана трећих земаља и особа без држављанства као избеглица или лица којима је на други начин потребна међународна заштита |
| 2016.  | Њујоршка декларација за избеглице и мигранте                                                                                | Генерална скупштина Уједињених нација                                                                                             | |

## Утврђивање избегличког статуса
Терет утврђивања избегличког статуса (УИС) пада пре свега на државу. Међутим, у случајевима када државе или не желе или не могу да то учине, УНХЦР преузима одговорност. Године 2013. УНХЦР је координирао УИС у више од 50 земаља и радио је упоредо с националним владама у 20 држава. У раздобљу од 1997. до 2001. број захтева за УИС поднетих УНХЦР-у готово се удвостручио.
УИС пружа директну помоћ и заштиту избеглицама промовисањем забране протеривања и помагањем при поновном насељавању.

## Људска права и избегличко право
Људска права су права која су особи осигурана с рођењем. У наставку су пописана универзална људска права која су најзначајнија за избеглице:
- право на слободу од тортуре или понижавајућег поступања,
- право на слободу мишљења и изражавања,
- право на слободу мисли, савести и вероисповести,
- право на живот, слободу и безбедност,
- слобода од дискриминације,
- право на азил.

Избегличко право и међународно право људских права уско су повезани по садржини, али се разликују по својој функцији. Главна разлика у њиховој функцији јесте начин на који међународно избегличко право разматра државни суверенитет, док међународно право људских права то не чини. Један од главних аспеката међународног избегличког права јесте забрана протеривања. Основна идеја је да држава не може вратити особу у матичну земљу ако ће се она по повратку суочити с угроженошћу. У том случају се држави одузима одређени ниво суверенитета. Основно право забране протеривања у супротности је с основним правом суверене државе да протера странце без докумената.